# Мемоарите на едно убийство
„Мемоарите на едно убийство“ (на корейски: 살인의 추억) е южнокорейски криминален филм от 2003 година на режисьора Пон Джун Хо по негов сценарий в съавторство с Шим Сун По, базиран на едноименната пиеса на Ким Куан Им.
Сюжетът, базиран на реален неразкрит случай на серийни убийства през 1986 – 1991 година, описва двама местни полицаи и изпратен от столицата техен колега, които разследват поредица от убийства на млади жени в провинциален корейски град. Главните роли се изпълняват от Сон Ган Хо, Ким Сан Кюн, Ким Рой Ха, Сон Джа Хо.